# Montréal Guitare Trio
Le MG3: Montréal Guitare Trio est un ensemble de guitares canadien composé des guitaristes Sébastien Deshaies, Glenn Lévesque et Marc Morin. Le MG3  est fondé en 1998 par les guitaristes Sébastien Dufour, Glenn Lévesque, et Marc Morin à Montréal, au Canada. Il est reconnu pour la grande variété de ses influences musicales, y compris la world music, la musique de film, le jazz et le rock.

## Biographie
Le MG3: Montréal Guitare Trio est fondé en 1998 par les guitaristes Sébastien Dufour, Glenn Lévesque, et Marc Morin à Montréal, au Canada . Leur passion commune pour la guitare et leur désir d’explorer de nouveaux horizons musicaux les ont amenés à former cet ensemble unique .
Décrit par la CBC comme l’ensemble de guitares le plus hot du Canada, le Montréal Guitare Trio est reconnu pour sa virtuosité, son humour, son énergie, sa créativité et sa présence sur scène,,,,,.
Le MG3 se produit sur les scènes internationales, dans des festivals et une grande diversité de salles  ,,. Ils ont donné des centaines de concerts dans certaines des salles les plus prestigieuses d'Amérique du Nord, d'Europe, de Nouvelle-Zélande et d'Australie, dont le Concertgebouw à Amsterdam et le BB King Blues Club à New York ,. Le Trio a également collaboré avec d’autres artistes et ensembles tels que l’Orchestre symphonique de Québec, Jorane, Solorazaf et Don Ross et le California Guitar Trio ,.
Le MG3 est connu pour ses mélanges d'influences musicales, y compris la world music, la musique de film, le jazz et le rock,. Au fil des années le MG3 a élargi son répertoire, explorant divers genres musicaux, du classique au contemporain , ,.
Il se distingue aussi par une approche novatrice tant du côté des interprétations que des arrangements musicaux, En plus des guitares, des voix, de l’accordéon et du violon, leurs arrangements incluent différents instruments à cordes et la basse et la mandoline sont très présentes .
Parmi ses réalisations, le Montréal Guitare Trio a sorti un album chez Analekta en février 2017, et il a donné des concerts pour son lancement au théâtre Outremont les 26 et 27 janvier 2017. En 2021, ils ont présenté un hommage à Ennio Morricone au Palais Montcalm.
En octobre 2022, Sébastien Deshaies intègre le Montréal Guitare Trio lors d'un concert au Artemus W. Ham Concert Hall de Las Vegas, au Nevada,.

### Collaboration avec le California Guitar Trio
Depuis 2009, le Montréal Guitare Trio (MG3) et le California Guitar Trio (CGT) collaborent étroitement pour créer et interpréter des arrangements originaux pour six guitares, mêlant des influences classiques, jazz, rock, tango, flamenco et, indiennes,. Ensemble, ils ont enregistré deux albums, +LIVE en 2011, et In a Landscape en 2019. Ces enregistrements ont été suivis de plusieurs tournées internationales ,, ,. Leur répertoire comprend des compositions personnelles ainsi que des reprises de Queen, Radiohead, John Cage et David Bowie,,.

### Concerts principaux
- 2021 : Montréal Guitare Trio joue Ennio Morricone
- 2020 : Noël autour du monde
- 2009 : Montréal Guitare Trio et California Guitar Trio

## Discographie
- 2025 : Morricone – MG3 Montréal guitare trio – Banyan BYN2-008  [29]
- 2019 :  In a Landscape – California Guitar Trio, Montreal Guitar Trio – pas d’étiquette auto production [30],[24]
- 2017 : Danzas Guitare Espagnole / Spanish Guitar – MG3 Montréal guitare trio – Analekta AN 2 8791 [31],[18]
- 2014 : Der Prinz – MG3 Montréal guitare trio – Analekta AN 2 8768 [32],[3]
- 2011 : Cambria – MG3 Montréal guitare trio – Audience Records AD 008 [33]
- 2011 : +Live – Montreal Guitar Trio, California Guitar Trio – pas d’étiquette auto production [34]
- 2006 : MG3 – MG3 Montréal guitare trio – Banyan BYN-2-006  [35]
- 2002 : Garam Masala – Trio de guitares de Montréal – Banyan BYN-2-001 [36]
- 1999 : Meninas – Le Trio De Guitare De Montréal – Atma Classique ACD 2 2211[37]

## Distinctions
- 2017 : nomination album de l'année – Classique / Soliste et petit ensemble, gala l'ADISQ [38]
- 2014 : nomination album de l'année - Instrumental, gala l'ADISQ [39]
- 2011 : récipiendaire du Prix Opus – concert de l’année « Jazz & musique du monde » [40]